# Frans Floris I
Frans Floris de Vriendt (Antwerpen, 1519 of 1520 – aldaar, 1 oktober 1570) was een Brabants kunstschilder.

## Leven
Frans Floris werd mogelijk eerst door zijn vader, Cornelis I Floris De Vriendt, tot steenhouwer opgeleid. Later ging hij in de leer bij Lambert Lombard te Luik en in 1540 werd hij ingeschreven als meester-schilder in het gilde te Antwerpen. Hij verbleef vervolgens echter enkele jaren samen met broer Cornelis in Italië, waar zij de antieke beeldhouwkunst en de werken van Michelangelo bestudeerden. Van 1547 tot zijn dood woonde hij in Antwerpen, waar hij een groot atelier met vele leerlingen leidde. Hij was de broer van Cornelis Floris (eigenlijk Cornelis II Floris De Vriendt). De achtergrond van zijn historische werken zijn vaak geschilderd door Hendrick van Cleve III.
Het beeld dat Karel van Mander schetst van Frans Floris is dat van een bewonderd en vereerd meester die aan het einde van zijn leven door zijn mateloze drankzucht zijn eigen neergang in de hand werkt.

## Werk
In de werkplaats van Frans Floris ontstonden altaarstukken met Bijbelse taferelen voor kerken en kloosters in onder meer Antwerpen, Brussel, Gent en Delft. Daarnaast werkte hij voor rijke burgers, die hem opdrachten gaven voor schilderijen met mythologische en allegorische onderwerpen met een licht erotische lading. Ook schilderde hij enkele aantrekkelijke portretten. Zijn stijl is sterk doortrokken van het werk van Michelangelo en het Italiaanse maniërisme uit het midden van de zestiende eeuw.
Ten gevolge van de talrijke medewerkers in zijn werkplaats zijn er maar weinig eigenhandige schilderijen van Frans Floris overgeleverd. Wel zijn er enkele panelen met studiekoppen van hem bekend die zijn helpers vervolgens op schilderijen moesten overdragen. Een voorbeeld van een studiekop geschilderd door Frans Floris kan gevonden worden in de "familiekamer" van museum het Rubenshuis in Antwerpen (studiekop van een liggende vrouw).
Voorbeelden van zijn studiowerk bevinden zich in het Koninklijk Museum voor Schone Kunsten in Antwerpen, waar zich ook zijn bekendste werk bevindt, Val van de opstandige engelen uit 1554, waarin de voorstelling van de hel nog aanleunt tegen de middeleeuwse traditie. Dit werk wendt Jan Fabre in 2006 aan in een installatie, genoemd Boodschappers van de dood onthoofd. Het bestaat uit zeven oogstrelende, listig kijkende uilenkoppen op een grote witte tafel geëtaleerd.
Zijn laatste grote werk, een drieluik met ‘’Het laatste Oordeel’’ uit 1566 in de Koninklijke Musea voor Schone Kunsten in Brussel, is sterk beïnvloed door het voorbeeld van Michelangelo in de Sixtijnse Kapel. Een bekend portret is dat van een oude vrouw in het Musée des Beaux-Arts in Caen, geschilderd in 1558.

### Familieportret (1561)
Op de lijst staat de Latijnse tekst: 'Zoals er in het hele leven niets gelukkiger kan zijn dan een eensgezind huwelijk en een echtelijk bed zonder ruzie, is er niets plezieriger dan te aanschouwen hoe een eengezind nageslacht met een zuiver gemoed van de vrede geniet '. Degene die hier zijn nageslacht aanschouwt, doet dat postuum: het is nl. de 58-jarige onbekende man op het portret-in-het-portret, waarvan het opschrift leert dat hij op 10 januari 1559 is overleden. Algemeen wordt aangenomen dat de vrouw die de appel schilt de weduwe is: de appel verbeeldt dat zij geniet van de vrucht van een zorgzaam leven. De vruchten van de vrede liggen op tafel : de granaatappel, de artisjok, de druiventros , de mispel en de meloen. De tortelduiven op de buitenzijde en de gebundelde pijlen op de binnezijde van het virginaal zijn emblemen van liefde en verbondenheid. De tafel met het glas- en aardewerk en het oorsterse kleed getuigt van met mate genoten weelde. Net als de voorname kleding. Onder de tafel kijkt een mangoest naar het schoothondje. De blikken zijn rustig en beheerst.
Aanvankelijk voorzag Frans Floris een eenvoudiger groepsportret, met alleen maar zittende familieleden. De staande personen zijn later toegevoegd om een voor ons onbekende reden.

## Invloed
Doordat een groot aantal kunstenaars in zijn atelier werkzaam of in de leer was, heeft Frans Floris veel invloed gehad op schilders van zijn generatie, een invloed die uiteindelijk tot Rubens reikte. De bekendste graveurs van zijn tijd, zoals Cornelis Cort, Filips Galle en Balthasar Sylvius, hebben prenten naar zijn werken vervaardigd en zodoende bijgedragen aan de verspreiding van zijn vroeg-maniëristische composities.
Toch ligt het grootste belang van Frans Floris wellicht in zijn hervorming van de Noord-Europese atelierpraktijken naar Italiaans voorbeeld. Zijn vernieuwingen op dit gebied werden door zijn leerlingen elders in de Lage Landen doorgevoerd. Hoewel hij als schilder hoog geprezen werd door zijn tijdgenoten, heeft hij in latere eeuwen veel van zijn roem ingeboet.
Tot de leerlingen van Frans Floris behoren Maerten de Vos, Lucas d'Heere, Frans Pourbus de Oudere, Anthonie van Blocklandt en Joos de Beer.

## Galerij

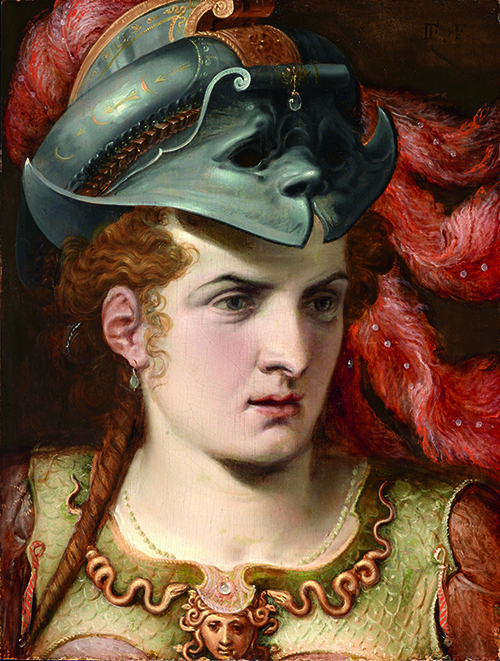
Minerva, uit de collectie van The Phoebus Foundation
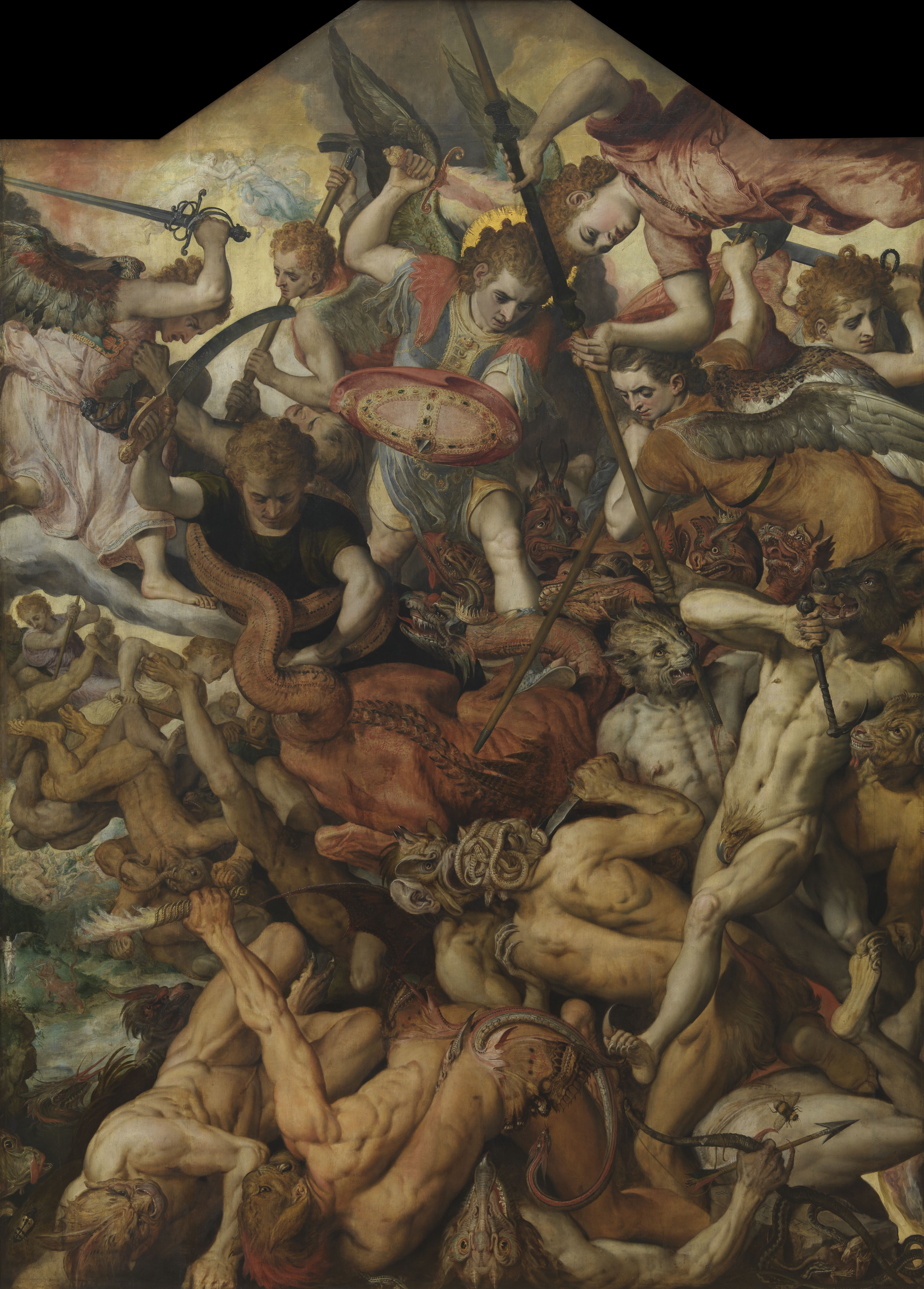
Val van de opstandige engelen, 1554, Koninklijk Museum voor Schone Kunsten, Antwerpen
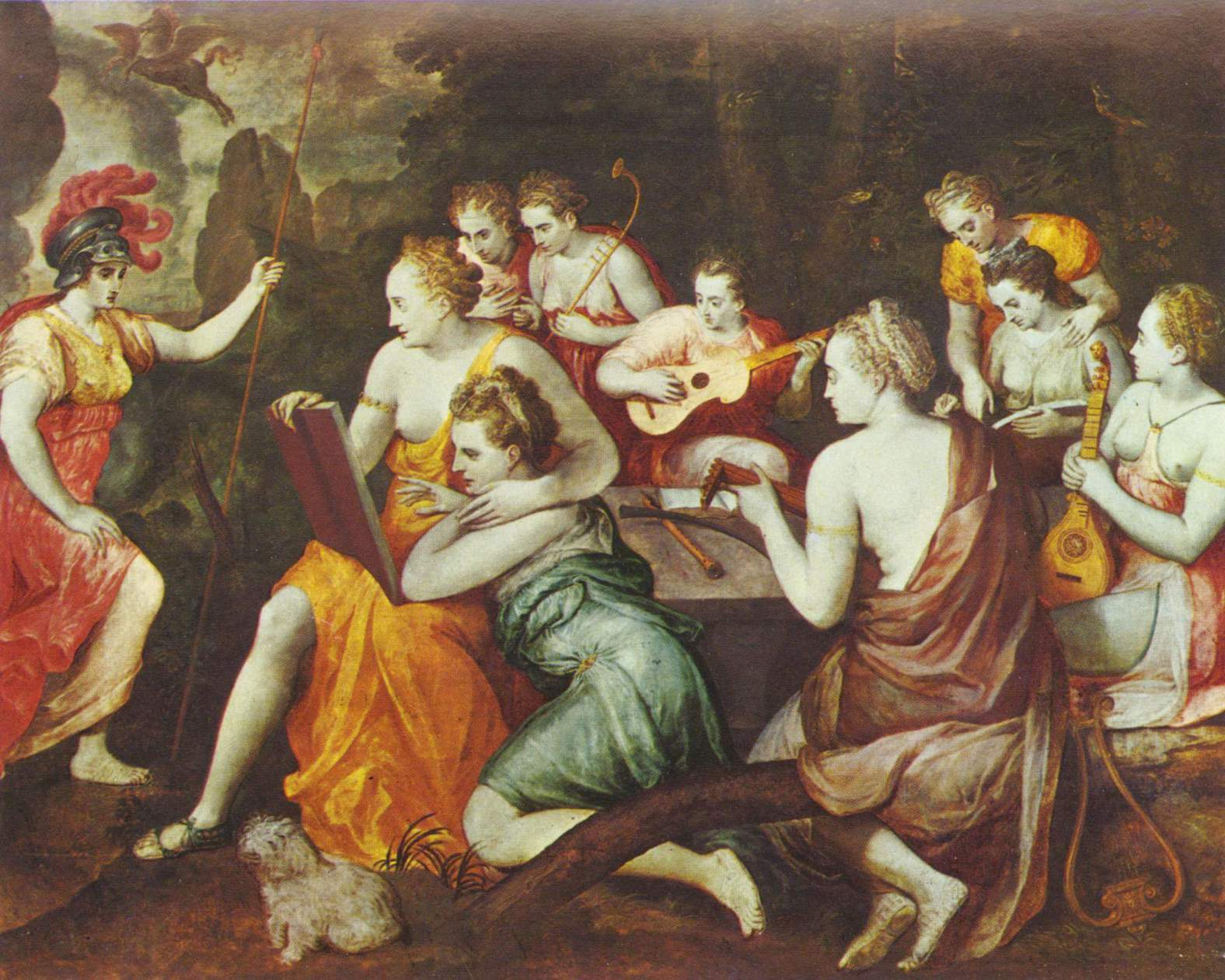
Athena bij de Muzen, ca. 1560, Stadhuis Condé-sur-l'Escaut
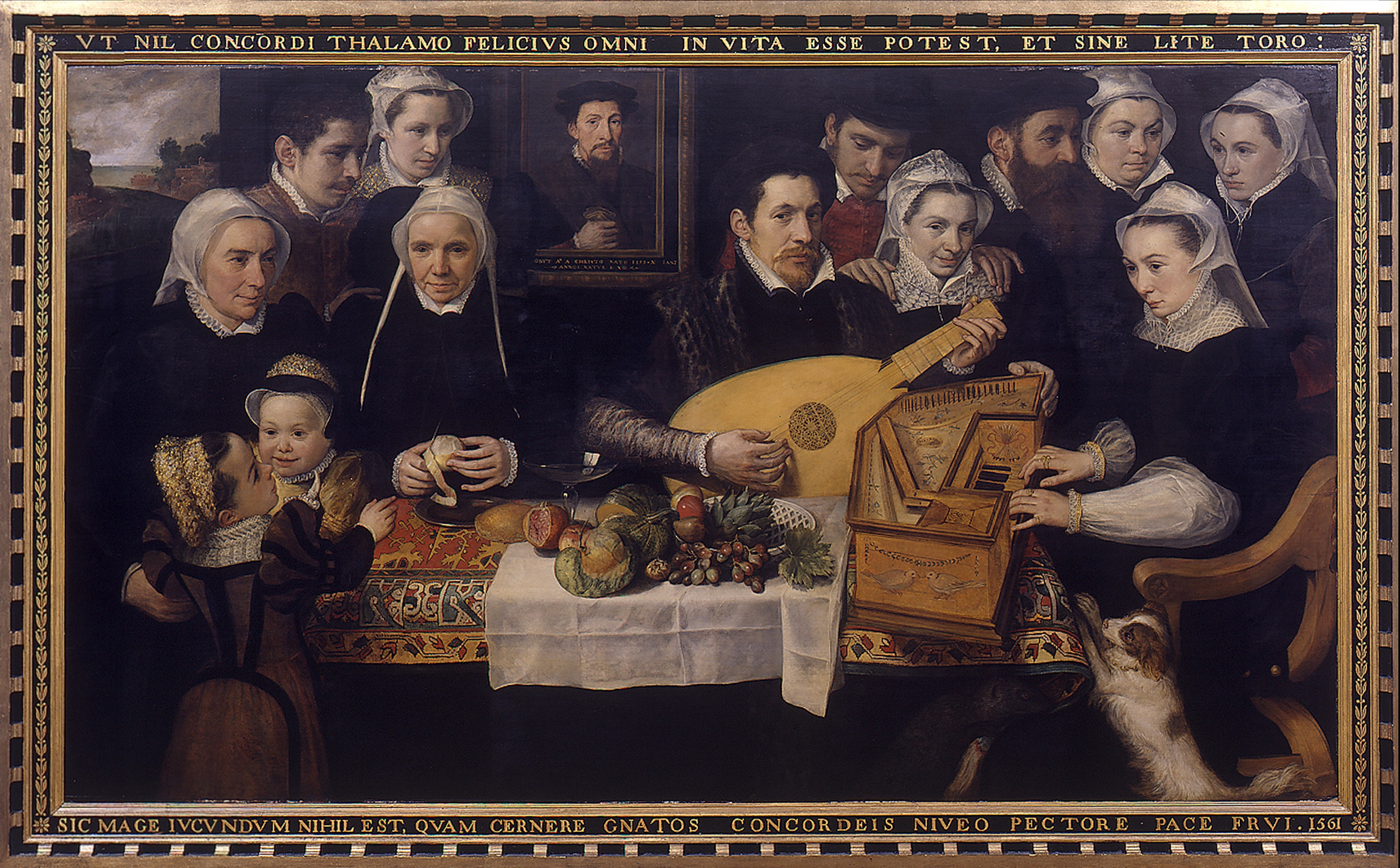
Familieportret, 1561, Stadsmuseum Lier (olieverf op paneel, 130x225 cm)

- Biblioteca Nacional de España: XX957898
- Bibliothèque nationale de France: cb149661812 (data)
- Biografisch Portaal: 78573378
- Digitale Bibliotheek voor de Nederlandse Letteren: flor002
- Gemeinsame Normdatei: 121094111
- International Standard Name Identifier: 0000 0001 2145 5598
- KulturNav: f12b4ba3-8f8f-4f5e-8eb1-10252dbef886
- Library of Congress Control Number: nr2003020096
- National Gallery of Victoria: 5093
- Nationale Bibliotheek van Tsjechië: ola2011651758
- Nationale bibliotheek van Australië: 35947535
- Nationale Bibliotheek van Israël: 987007419323405171
- Nederlandse Thesaurus van Auteursnamen: 070281688
- RKD-Nederlands Instituut voor Kunstgeschiedenis: 28385
- SNAC: w6w38pf2
- Système universitaire de documentation: 154699748
- Trove: 1158471
- Union List of Artist Names: 500115614
- Virtual International Authority File: 100955172
- WorldCat: E39PCjwvwhxT84DpCDY4CDpmJP